# Jogos do Mediterrâneo de Praia de 2023
Os Jogos do Mediterrâneo de Praia de 2023 (em grego: Μεσογειακοί Παράκτιοι Αγώνες 2023), oficialmente conhecidos como os III Jogos do Mediterrâneo de Praia e comumente conhecidos como Heraklion 2023 , é um evento multidesportivo internacional programado para ser realizado de 2 a 9 de setembro de 2023 em Heraklion, na Grécia. Heraklion foi anunciada como a cidade anfitriã na Assembleia Geral Ordinária do ICMG realizada em 2021 por meio da reunião via Zoom. Vão participar durante estes Jogos cerca de 1.500 atletas.